# قرار مجلس الأمن التابع للأمم المتحدة رقم 1710
قرار مجلس الأمن التابع للأمم المتحدة رقم 1710، الذي تم تبنيه بالإجماع في 29 سبتمبر 2006، بعد إعادة التأكيد على جميع القرارات المتعلقة بالحالة بين إريتريا وإثيوبيا، ولا سيما القرارات 1320 (2000) و1430 (2003) و1466 (2003) و1640 (2005) و1681 (2006)، مدد المجلس ولاية بعثة الأمم المتحدة في إثيوبيا وإريتريا لمدة أربعة أشهر حتى 31 يناير 2007.
وكان الأمين العام كوفي عنان قد حث مجلس الأمن في وقت سابق على تمديد المهمة.

## القرار

### أعمال
تم تمديد ولاية بعثة الأمم المتحدة في إثيوبيا وإريتريا لمدة أربعة أشهر. وطالب المجلس إريتريا بالامتثال للقرار 1640 برفع القيود المفروضة على حركة البعثة وعملياتها بينما يتعين على إثيوبيا قبول قرار لجنة الحدود بشأن الحدود المشتركة. علاوة على ذلك، كان على كل من إثيوبيا وإريتريا ممارسة أقصى درجات ضبط النفس والامتناع عن التهديدات واستخدام القوة.
وفي غضون ذلك، دعا المجلس جميع الأطراف إلى التعاون الكامل مع لجنة الحدود المشتركة في عملية ترسيم الحدود وتزويد بعثة الأمم المتحدة بما يلزم من مساعدة ودعم وحماية وإمكانية الوصول المطلوبة. إذا لم تمتثل إثيوبيا وإريتريا لمطالب المجلس بحلول 31 يناير / كانون الثاني 2007، فسيتم تحويل بعثة الأمم المتحدة في إثيوبيا وإريتريا أو إعادة تشكيلها إذا لزم الأمر؛ وفي هذا الصدد، سيتم مراجعة الوضع بحلول 30 نوفمبر 2006 من أجل الاستعداد للتغييرات المحتملة.
طُلب من المجتمع الدولي تقديم الدعم المستمر لبعثة الأمم المتحدة في إثيوبيا وإريتريا والمساهمات في الصندوق الاستئماني المنشأ بموجب القرار 1177 (1998).

## روابط خارجية
- نص القرار في undocs.org